# Room 6
Pour plus de détails, voir Fiche technique et Distribution.
Room 6 est un film américain réalisé par Michael Hurst, sorti en 2006.

## Synopsis
Nick et Amy ont un accident de voiture à un carrefour avec Lucas et sa sœur. Nick qui a la jambe cassé est emmené par une mystérieuse ambulance sans qu'Amy puisse l'accompagner ou connaître le nom de l’hôpital. Elle prend alors un taxi pour se rendre à l’hôpital le plus proche mais personne n'a vu Nick. Elle rencontre bientôt Lucas avec qui ils ont eu l'accident, il est lui aussi à la recherche de sa sœur mystérieusement disparue.

## Fiche technique
- Réalisation : Michael Hurst
- Production : Mark A. Altman
- Pays :  États-Unis
- Genre : Épouvante-horreur
- Durée : 90 min.
- Année de production : 2006
- Scénario : Mark A. Altman, Michael Hurst
- Direction de la photographie : Raymond Stella
- Musique : Joe Kraemer

## Distribution
- Christine Taylor : Amy
- Jerry O'Connell : Lucas
- Shane Brolly : Nick
- Chloë Grace Moretz : Melissa
- Ellie Cornell : Sarah
- Stacy Fuson : l'infirmière Price
- Cheryl Tsai : l'infirmière Park
- Katie Lohmann : l'infirmière Lowe
- Jill Montgomery : l'infirmière Montgomery